# یایلادالی (گرگر)
یایلادالی (به ترکی استانبولی: Yayladalı) (به کردی: Gıvdiş) یک منطقهٔ مسکونی کردنشین در ترکیه است که در گرگر، آدیامان واقع شده‌است.